# Code Geass
Code Geass— Lelouch of the Rebellion (яп. コードギアス 反逆のルルーシュ, Kōdo Giasu: Hangyaku no Rurūshu) — аніме-серіал, створений студією Sunrise. Режисер Таніґучі Ґоро, автор сценарію — Окоуті Ічіро. Дизайн персонажів створений відомою студією манґак CLAMP.
Прем'єра першого сезону аніме відбулася в Японії на телеканалі MBS 5 жовтня 2006 року, а остання 25-та серія вийшла 28 липня 2007 року. Прем'єра другого сезону відбулася на телеканалах MBS та TBS 6 квітня 2008 року.
У 2006 році вийшли у світ дві манґа-адаптації оригінального серіалу — «Код Гіас: Повстання Лелуша» та «Код Гіас: Нічний кошмар Наналлі». 2007 року вийшла третя манґа-адаптація — «Код Гіас: Контрнапад Судзаку». 2008 року вийшла остання манґа «Код Гіас: Історія альтернативного Шьогунату».
Обидва сезони серіалу були ліцензовані англійською мовою в Північній Америці компанією Bandai Entertainment. Показ першого сезону розпочався 27 квітня 2008 року на телеканалі Adult Swim.

## Сюжет
Священна Імперія Британія (яп. 神聖ブリタニア帝国) — гігантська наддержава, що охоплює понад третину населення планети, 10 серпня 2010 року вона здійснила блискавичне вторгнення до Японії, використовуючи новітні військові технології — бойових роботів (англ. Knightmare). Цей напад став успішним бліцкригом: японська політична еліта була знищена, а країна втратила незалежність.
Японію перейменували на Зону 11, а її громадян почали зневажливо називати одинадцятими. Значна частина населення була переселена до гетто, у той час як британці заснували власні анклави.
Паралельно з цими подіями сталася ще одна трагедія, хоча й меншого масштабу — перша принцеса Британії була вбита у власному палаці невідомими терористами.  Її діти — Лелуш та Нанналі (в якої паралізувало ноги унаслідок шоку від смерті матері) були кинуті напризволяще, в світ, де їм довелося забути про те, що вони — «особи королівської крові», тому що Імператорові не потрібні були «слабаки» нездатні вижити і жорстокому світі.
Минуло сім років. Частина японців більше не хотіла миритися зі статусом одинадцятих. Спершу поодинокі осередки почали чинити спротив, але для Імперії ці виступи здавалися незначними. Та саме в цей вир подій втягується Лелуш. Для нього це стало днем, коли почалося щось більше — перелом у житті, що назавжди змінив усе.

## Світ

### Держави
Майже весь світ серіалу поділений між трьома могутніми наддержавами: Європейським Союзом, Китайською Федерацією та Священною Імперією Британією.
Окремо стоїть Австралія — хоча формально вона зберегла незалежність, жодної суттєвої ролі у світовій політиці не відіграє.
Священна Імперія Британія (яп. 神聖ブリタニア帝国) — монархічна імперія, найсильніша та найвпливовіша держава світу Code Geass. Британія контролює майже третину планети: увесь Американський континент, Японію та Нову Зеландію та частину інших територій.
Історія імперії бере свій початок у кельтському королівстві, що свого часу перемогли римлян. 1776 року британські колонії в Північній Америці здійняли повстання але зазнали поразки. Відтоді Британія завоювала весь Американський континент. У 1805 році після поразки у Трафальгарській битві  Британські острови були захоплені Наполеоном.
Експансія британців продовжується в Центральну Азію та Європу.
Державна ідеологія Британії, затверджена 98-мим імператором Чарльзом Британським, поєднує елементи соціального дарвінізму. За висловом 91-го Імператора Алека Британського Священна Імперія: «Нація побудована навколо однієї частини ідеології та дев'яти частин економічної філософії».
Китайська Федерація — монархічна імперія, що охоплює величезні простори Центральної, Південної та Східної Азії, а також Сахалін і Корейський півострів. Формально очолювана імператрицею Тян Дзи, фактично ж керується організацією вищих євнухів (яп. 大宦官).
Столиця Федерації — місто Лоян у провінції Хенань. Через всепроникну корупцію та неефективне управління держава залишається бідною та відсталою. У другому сезоні після перевороту та страти Вищих євнухів Китайська Федерація приєднується до Об'єднаної Федерації Націй.
Європейський Союз (яп. ユーロ・ユニバース) — третя велика держава світу Код Гіасс, демократичне об'єднання країн.
Хоча в аніме йому приділено мало уваги. Відомо тільки, що ЄС веде практично нескінченну війну з Британією.
У другому сезоні аніме, другий принц Шнайзель Британський захопив майже половину території ЄС. Після поразки у війні, територія ЄС включає в себе тільки Британські острови, Німеччину, Норвегію, Австрію, Швецію, Фінляндію, Україну та частину Конго.

#### Об'єднана Федерація Націй
Об'єднана Федерація Націй — об'єднання країн, створена Лелушем.
Об'єднана Федерація Націй складається з 47 країн Східної Європи, Африки та Азії. Рішення в ОФН приймаються голосуванням лідерів країн, що входять в це об'єднання. Національні армії країн ОФН розформовані та замінені загальною армією під командуванням Ордену чорних лицарів.

#### Японія
Після окупації Британією країну перейменовано на Зону 11. Тут зосереджено понад 70% світових запасів сакурайдату — унікального мінералу, ключового для технологій у світі Code Geass. Саме на території Японії відбувається більшість подій серіалу.

## Персонажі

Лелуш Ламперуж

Куруругі Судзаку

C.C.

Каллен Стадтфелд

Лелуш Ламперуж (яп. ルルーシュ・ランペルージ) — студент академії Ашфорд і віце-президент студентської ради.Він визнаний геній у шахах і майже ніколи не програє. Лелуш живе разом зі своєю молодшою сестрою Нанналі в окремому крилі академії. Згодом з'ясовується, що Лелуш насправді — син Імператора Священної Імперії Британії та Імператриці Маріанни Британської, а отже — член Королівської родини. Його справжнє ім’я — Лелуш Ві Британія (яп. ルルーシュ・ヴィ・ブリタニア). Він був одинадцятим принцом і сімнадцятим у черзі на трон до трагічної загибелі матері. Лелуш вважає, що саме його батько винен у смерті матері та трагедії, яка спіткала Нанналі. За це він зневажає Імператора. У відповідь на непокору Лелуша, його позбавляють титулу та відправляють до Японії як політичного заручника. Після британської окупації Японії він змінює ім’я та ховається серед звичайних людей.
Одного дня Лелуш випадково отримує Гіасс — надзвичайну силу, що дозволяє віддати будь-який наказ людині, і вона виконає його беззастережно. Щоб почати боротьбу проти Британської Імперії, Лелуш створює таємничий образ: чорна маска, плащ — і нове ім’я: Зеро (яп. ゼロ). Згодом він організовує Орден Чорних Лицарів — військове формування, що проголошує себе борцем за справедливість і захисником пригноблених.
Лелуш готовий пожертвувати всім, навіть власним життям, аби знищити Імперію, яка зруйнувала його дитинство. Та ця війна — не лише стратегія та ідеї. Йому важко залишатися холоднокровним, коли під загрозою опиняються люди, яких він щиро любить.
Сейю: Фукуяма Дзюн (В період дитинства Охара Саяка)
Куруругі Судзаку (яп. 枢木 スザク) — японець, який служить в британських військах. Перший і найкращий друг Лелуша.
Юнак із трагічною долею та суперечливими переконаннями. У 10-річному віці він убив власного батька, прагнучи покласти край війні Японії проти Священної Імперії Британії. Його мета — змінити імперію не ззовні, а зсередини, діючи в межах її системи. За збігом обставин Судзаку стає пілотом передової експериментальної моделі бойового робота Ланселот(Lancelot). На початку серіалу він є лише рядовим солдатом, але згодом його підвищують до майора, а пізніше — до особистого охоронця принцеси Юфемії Британської.
Між ними виникає глибоке почуття. Та після трагічної загибелі Юфемії, Судзаку охоплює рішучість упіймати її вбивцю — таємничого Зеро. У цьому він зрештою досягає успіху.
У другому сезоні Судзаку стає одним із Лицарів Круглого Столу, найелітнішого військового ордену Британської Імперії. За затримання Зеро Імператор надає йому почесний титул і включає до складу своєї особистої гвардії.
Судзаку — уособлення моральної боротьби: між особистими переконаннями, обов’язком і болем втрати.
Сейю: Сакурай Такахіро (В період дитинства Ватанабе Акено)
C.C. (яп. シー･ツー) — загадкова дівчина з довгим зеленим волоссям і пронизливим поглядом, яка володіє надприродними здібностями. Її тіло не піддається смерті: вона виживає навіть після смертельних поранень у голову та повного розчленування.
C.C. — мінімум сто років. Вона розповідає Лелушу про таких людей як Джордж Вашингтон та Бенджамін Франклін, ніби вона з ними давно знайома.
С.С. укладає з Лелушем таємничий контракт: в обмін на дар Гіасу він має виконати її потаємне бажання. Спершу вона залишається в тіні, пасивно спостерігаючи за діями Лелуша, проте з часом все активніше втручається в події, стаючи його союзницею. Сама С.С. описує себе як людину з глибоко корисливими мотивами. Вона не приховує, що допомагає Лелушу лише тому, що він служить її власним інтересам. Її поведінка — поєднання холодного розрахунку та неочікуваних моментів співпереживання, що робить її ще загадковішою. Відомо, що Лелуш — не перший, з ким вона укладала подібну угоду. Принаймні одна людина до нього вже отримувала силу Гіасу, але не змогла впоратися з нею і зазнала поразки, не виконавши бажання С.С.
Сейю: Юкана
Каллен Стадтфелд (яп. カレン・シュタットフェルト) — наполовину японка, наполовину британка, студентка Академії Ашфорд. Попри свою приналежність до елітного навчального закладу, веде подвійне життя: вдень — зразкова учениця, а вночі — відважна борчиня за свободу Японії.
Разом із братом вона була членкинею антибританської терористичної групи. Спочатку Каллен вважала Зеро небезпечним фанатиком, та згодом, побачивши результати їхньої співпраці, зрозуміла: без нього спротив приречений. Її повага до Зеро поступово переростає в глибокі, хоча й суперечливі почуття. Водночас, навчаючись в Академії, вона починає підозрювати, що Зеро і Лелуш — одна й та сама людина.
Життя Каллен ускладнюється й особистими драмами. Вона живе в будинку з мачухою та своєю справжньою матір’ю, яка працює там служницею. Довгий час Каллен не могла зрозуміти, чому мати залишається в такому принизливому становищі. Та згодом дізнається: все це — заради неї. Однак, щойно між ними з’являється взаєморозуміння, мати Каллен заарештовують і засуджують до 20 років ув’язнення за вживання наркотиків.
Каллен — символ внутрішньої боротьби: між обов’язком, родиною, ідеалами та особистими почуттями. Вона — одна з найвідданіших і найсильніших союзниць Зеро, чия доля переплітається з трагічною історією визвольної боротьби.
Сейю: Косімізу Амі

## Медіа

### Аніме

#### Створення серіалу
Перший концепт майбутнього серіалу був розроблений співробітниками аніме-студії Sunrise Окоічі Ічіро та Таніґучі Ґоро. Перша версія концепту була закінчена та представлена продюсеру Кавагучі Йошітака в той час коли студія Sunrise працювала на серіалами Overman King Gainer та Planetes. Перша версія концепту сценарі включала в себе тільки секретну організацію, якою керує «герой». Пізніше сюжет був трохи перероблений, щоб включити в себе протистояння між двома людьми з різними системами моралі.
На ранній стадії розробки серіалу продюсер Кавагучі Йошітака залучив до створення дизайну персонажів відому групу манґак CLAMP. Це був їхній перший досвід роботи над дизайном для аніме.
При розробці концепту дизайну головного героя Лелуша Ламперужа, CLAMP збиралися зробити його волосся білого кольору. Охкава Аґеха, сценарист CLAMP, пояснювала це тим, що манґаки хотіли зробити його таким, щоб кожен глядач міг назвати головного героя «холодним» та «красивим». Дизайн другої особи Лелуша — Зеро був створений одним з найперших. Багато часу пішло на розробку маски Зеро, CLAMP хотіли створити унікальну маску, яка ніколи не з'являлася в серіалах Sunrise. Маска була прозвана тюльпаном, через певну схожість з цією квіткою.

### Список серій
| Сезон 1 | Сезон 1                                             | Сезон 1           |
| № | Назва серії                                         | Дата виходу       |
| --- | --------------------------------------------------- | ----------------- |
| 1 | День, коли народилося зло «魔神 が 生まれた 日»     | 5 жовтня 2006     |
| Через сім років після окупації Японії Священною Британською Імперією, Лелуш Ламперуж випадково опиняється в сутичці між терористами одинадцятих та армією і волею долі зустрічає загадкову дівчинку, яка рятує його від смерті, давши «Силу Короля». |                                                     |                   |
| 2 | Пробудження Білого Лицаря «覚醒 の 白き 騎士»       | 12 жовтня 2006    |
| Лелуш атакує британську армію в гетто для японців - Синдзюку, надавши групі повстанців декілька Нічних Кошмарів і стратегічну підтримку, через чого принцові Кловісу довелося віддати наказ про використання експериментального НК «Ланселот», який пілотувався Судзаку. Ланселот був набагато просунутішою моделлю НК в порівнянні з попередніми поколіннями, і Лелушу довелося змінити свій план. |                                                     |                   |
| 3 | Брехлива однокласниця «偽り の クラス メイト»       | 19 жовтня 2006    |
| Перш ніж вбити Кловіса, Лелуш питає його, хто вбив його матір. Пізніше він виявляє що Каллен, одна з терористів, яким він допоміг битися проти Імперії, вчиться в Академії Ашфорд. |                                                     |                   |
| 4 | Ім'я - Зеро «その 名 は ゼロ»                       | 26 жовтня 2006    |
| Пурісти Британської Армії звинувачують Судзаку у вбивстві Кловіса. Лелуш придумує план порятунку Судзаку, друга дитинства, за допомогою Каллен та Оуши, лідера повстанської групи. Назвавши себе публічно як Зеро, Лелуш оголошує що саме він вбив принца Кловіса. |                                                     |                   |
| 5 | Принцеса та відьма «皇女 と 魔女»                   | 2 листопада 2006  |
| До великого здивування Лелуша, С.С. вижила і знову знайшла його. В той же час звільнений Судзаку зустрічає третю принцесу Імперії Юфемію, тоді як друга принцеса Імперії, Корнелія, приїжджає до Японії щоб знайти і захопити Зеро, який був оголошений ворогом Імперії номер один. |                                                     |                   |
| 6 | Вкрадена маска «奪われた 仮面»                      | 9 листопада 2006  |
| Судзаку починає своє навчання в Академії Ашфорд і стикається з презирством Студентів-Британців. Корнелія продовжує своє полювання на Зеро. Бродячий кіт проникає в резиденцію Ламперуж і випадково надягає маску Зеро. Імператор Британії виголошує промову під час похоронів принца Кловіса. |                                                     |                   |
| 7 | Корнелія атакує «コーネリア を 撃て»                | 16 листопада 2006 |
| Генерал Губернатор Корнелія створює таку ж ситуацію як і в Сіндзюку з метою виманити Зеро. Лелуш приймає виклик, С.С. пробує зупинити його. План Зеро не спрацьовує, повстанці знищені, особа Лелуша не розкрита тільки завдяки С.С., яка з'явилася в одязі Зеро. |                                                     |                   |
| 8 | Чорні Лицарі «黒 の 騎士団»                         | 23 листопада 2006 |
| Повстанці отримують новий величезний трейлер, який стає їх базою. Повстанці з організації «Японський Визвольний Фронт» захоплюють готель, в якому знаходяться члени Студентської ради і принцеса Юфемія. Зеро рятує заручників, і робить заяву про створення Ордера Чорних Лицарів. |                                                     |                   |
| 8.5 | Сліди маски «仮面 の 軌跡»                          | 1 грудня 2006     |
| 9 | Рефрен «リ フ レ イ ン»                             | 6 грудня 2006     |
| Оповідання ведеться від імені Каллен. Епізод розповідає про її взаємини з матір'ю і операцію Чорних Лицарів по знищенню складу наркотиків «Рефрен». |                                                     |                   |
| 10 | Танець червоного лотосу «紅蓮 舞う»                 | 14 грудня 2006    |
| Ордер отримує дарунок від організації «Кіото» у вигляді нових Нічних Кошмарів. На гірському ланцюзі Наріта відбувається битва між «Японським Визвольним Фронтом» і армією Британії. Орден допомагає японцям, створивши величезний обвал. |                                                     |                   |
| 11 | Нарітська битва «ナリタ 攻防戦»                     | 21 грудня 2006    |
| Ланселот вступає в бій. НК Корнелії сильно пошкоджений, вона віддає наказ про відступ. Ланселот збирається знищити Зеро. С.С. використовує свою силу для порятунку Зеро. Випадково Зеро дізнається хто така С.С. і її справжнє ім'я. |                                                     |                   |
| 12 | Вісник з Кіото «キョウト から の 使者»              | 4 січня 2007      |
| Ширлі запрошує Лелуша на концерт, починається пошук загиблих у гірського ланцюга Наріта після обвалу. «Кіото» запрошують Орден до себе. |                                                     |                   |
| 13 | Ширлі та пістолет «シャーリー と 銃口»              | 11 січня 2007     |
| Ширлі ховає батька, Лелуш шкодує про свої вчинки. Корнелія атакує залишки «Японського Визвольного Фронту» на пірсі. Битва між Ордером та армією Корнелії. Ширлі дізнається хто насправді Зеро, трохи не вбивши його з пістолета. |                                                     |                   |
| 14 | Гіасс проти гіассу «ギアス 対 ギアス»               | 18 січня 2007     |
| Ордер відступає. Зеро дізнається, що його обличчя бачили двоє: той хто стріляв і підстрілений. Ширлі зустрічається з Мао який використовує на ній свій Гіасс. Лелуш дізнається, що його бачила Ширлі і що вона стріляла у Вілетту. С.С. допомагає Лелушу проти Мао. Лелуш використовує свій Гіасс на Ширлі для того, щоб вона все забула про нього і Зеро. |                                                     |                   |
| 15 | Вітання Мао «喝采 の マオ»                          | 25 січня 2007     |
| Оги знаходить поранену Вілетту, яка втратила пам'ять. Мао влаштовує пастку С.С. у парку. Лелуш рятує її і при цьому нацьковує на Мао поліцію. |                                                     |                   |
| 16 | Захоплена Наналлі «囚われ の ナナリー»              | 1 лютого 2007     |
| Мао вижив, і викрав Наналлі. Судзаку випадково дізнається про це, і намагається допомогти другу. Лелуш використовує на собі гіасс, щоб ввести Мао в оману. Але після цього Лелуш дізнається, що Судзаку вбив свого батька. Він використовує гіасс на Мао, після чого, С.С. вбиває його. |                                                     |                   |
| 17 | Лицар «騎 士»                                       | 8 лютого2007      |
| Зеро штурмує в'язницю де ув'язнений генерал Тодо і рятує його. Також він дізнається хто управляє НК Ланселот. Принцеса Юфемія вибирає Судзаку своїм лицарем. |                                                     |                   |
| 17.5 | Правда під маскою «仮面 の 真実»                    | 15 лютого 2007    |
| 18 | Накази для Куруругі Судзаку «枢木 スザク に 命じる» | 22 лютого 2007    |
| Реорганізація в лавах Ордера Чорних Лицарів. Церемонія прийняття Судзаку в лицарі Британської Імперії. Битва на острові. Атака в кар'єр де знаходяться Зеро, Судзаку, Каллен та принцеса Юфімія |                                                     |                   |
| 19 | Божий острів «神 の 島»                             | 1 березня 2007    |
| Лелуш, Судзаку, Юфемія та Каллен виявляються на безлюдному острові парами. Юфі здогадується, що Зеро це Лелуш, і просить його зняти маску. Судзаку дізнається, що Каллен працює на Зеро. Лелуш та Каллен викрадають потужний Нічний Кошмар, і втікають з острова. |                                                     |                   |
| 20 | Війна Куісіі «キュウシュウ 戦役»                    | 8 березня 2007    |
| Судзаку відмовляється від свого титулу. Китайська федерація захоплює базу Фукуока, під приводом відновлення незалежності Японії, НК Лансерот оснащують модулем польотів. Зеро бере участь в битві, але б'ється на стороні Британії разом з Судзаку. Судзаку знову стає лицарем. |                                                     |                   |
| 21 | Шкільний фестиваль розпочався! «学 園 祭 宣 言！»   | 15 березня 2007   |
| У Академія Ашфорд розпочався фестиваль на якому присутні Огі з Вілеттою, Каллен та Судзаку, а також принцеса Юфемія яка випадково зустрічається Наналлі. Принцеса робить заяву про те, що вона хоче створити Особливий Адміністративний Регіон Японія. |                                                     |                   |
| 22 | Кривава Юфемія «血染め の ユフィ»                   | 22 березня 2007   |
| У ордері Чорних Лицарів намічається розкол через створення Особливого Адміністративного Регіону Японії. Принцеса Юфемія запрошує Зеро на церемонію із цього приводу. Зеро прибув, і випадково використовував свій Гіасс, який вийшов з-під його контролю, та віддав команду принцесі - «Вбити японців». Після цього на місці церемонії починається бійня. |                                                     |                   |
| 23 | Хоча б з горем «せめて哀しみとともに»               | 29 березня 2007   |
| Судзаку повертається в Авалон із смертельно пораненою Юфемієй, яку підстрілив Зеро. Зеро анонсує утворення Сполучених Штатів Японії. Він жалкує про свої дії і С.С. розраджує його. Вся Зона 11 повстає проти Британії. Наступаючи зі своєю армією, Зеро розпалює конфлікт ще більше. |                                                     |                   |
| 24 | Платформа, що руйнується «崩落 の ステージ»         | 21 липня 2007     |
| Починається штурм Токійкого Поселення. Британська армія з останніх сил обороняє будівлю уряду. Орден Чорних Лицарів за наказом Зеро організовує штаб в академії Ашфорд. Каллен розкриває свою особу перед однокурсниками, щоб уникнути крові. Справжньою метою цього захоплення був захист Наналлі, але сестра Лелуша таємничо зникає. Огі важко поранений Вілеттою. |                                                     |                   |
| 25 | Зеро «ゼロ»                                         | 21 липня 2007     |
| Принцеса Корнелія дізнається, що за маскою Зеро ховається її брат. Лелуш використовує на ній гіасс, і дізнається, що матір сама відкликала охорону в день своєї смерті. Після цього, С.С. говорить йому, що Наналлі викрали. Але в цей час з'являється Джеремія і ситуація остаточно виходить з під контролю. Орден практично розбитий, повстання на межі краху. Дітхарт та Ракшата тікають. Полковник Тодо наказує стояти до останньої людини, але шансів немає. Лелуш та С.С. вирушають на острів Камінедзіма. Там за словами С.С. знаходиться Наналлі. В цей час туди ж направляються Каллен та Судзаку. Джеремія знову очікує Зеро на острові, і цього разу С.С, сама узялася за нього. Коли Лелуш опиняється усередині острова, Судзаку прострілює його шолом, і бачить обличчя товариша. Те ж саме бачить і Каллен. Лелуш намагається зупинити Судзаку, але це йому невдається. С.С. філософствує щодо природи людей, спускаючись на дно океану усередині свого Нічного Кошмару. |                                                     |                   |

| Сезон 2 | Сезон 2                                                                                   | Сезон 2     |
| №       | Назва серії                                                                               | Дата виходу |
| ------- | ----------------------------------------------------------------------------------------- | ----------- |
| 01      | The Day the Demon Awakens «Majin ga Mezameru Hi» (魔神 が 目覚める 日)                    | 06.04.2008  |
| 02      | Japan Independence Plan «Nihon Dokuritsu Keikaku» (日本 独立 計画)                        | 13.04.2008  |
| 03      | The Campus of Imprisonment «Toraware no Gakuen» (囚われ の 学園)                          | 20.04.2008  |
| 04      | The Gallows of the Counterattack «Gyakushuu no Shokeidai» (逆襲 の 処刑台)                | 27.04.2008  |
| 05      | Knight of Rounds «Naito obu Raunzu» (ナイト オブ ラウンズ)                                | 04.05.2008  |
| 06      | The Pacific Ocean Surprise Attack Operation «Taiheiyou Kishuu Sakusen» (太平洋 奇襲 作戦) | 11.05.2008  |
| 07      | The Discarded Mask «Suterareta Kamen» (棄てられた 仮面)                                   | 18.05.2008  |
| 08      | A Million Miracles «Hyakuman no Kiseki» (百万 の キセキ)                                  | 25.05.2008  |
| 09      | The Bride of the Vermillion City «Shukinjou no Hanayome» (朱禁城 の 花嫁)                 | 08.06.2008  |
| 10      | When the Shenhu Shines «Shenfuu Kagayaku Toki» (神虎 輝く 刻)                             | 15.06.2008  |
| 11      | Power of Passion                                                                          | 22.06.2008  |
| 12      | Love Attack!                                                                              | 29.06.2008  |
| 13      | Assassin from the Past                                                                    | 06.07.2008  |
| 14      | Geass Hunt                                                                                | 13.07.2008  |
| 15      | The C`s World                                                                             | 20.07.2008  |
| 16      | United Federation of Nations Resolution Number One                                        | 27.07.2008  |
| 17      | The Taste of Humiliation                                                                  | 03.08.2008  |
| 18      | Final Battle Tokyo II                                                                     | 10.08.2008  |
| 19      | Betrayal                                                                                  | 17.08.2008  |
| 20      | Emperor Dismissed                                                                         | 24.08.2008  |
| 21      | The Ragnarok Connection                                                                   | 31.08.2008  |
| 22      | Emperor Lelouch                                                                           | 07.09.2008  |
| 23      | The Schneizel`s Guise                                                                     | 14.09.2008  |
| 24      | The Grip of Damocles                                                                      | 21.09.2008  |
| 25      | Re;                                                                                       | 28.09.2008  |

### Музика
Музика для серіалу була написана Котаро Накагавою та Хітомою Куроїші. Додатково, вони також написали пісні для відкриваючих та закриваючих композицій серіалу. Пісні «Історії», «Маскарад», «Один» та «Безневинні дні» виконує сама Хітомі. А пісні «Шахрайство» та «Виклик» виконує Мікіо Сакаї.
Перша відкриваюча пісня називається «Кольори» та виконується групою Flow. Перша закриваюча композиція називається «Yukyo Seishunka» та виконується групою Ali Project. Обидві пісні були замінені в 13 епізоді на пісні «Kaidoku Funou», яку виконує група Jinn, та «Mosaic Kakera» групи Sunset Swish. Третя відкриваюча пісня була з'явилася в 24-25 епізодах, і називається «Hitomi no Tasubasa», виконується групою Access.
Відкриваюча та закриваюча композиції для другого сезону серіалу, «O2» та «Shiawase Neiro», виконуються групою Orange Range.
Всі ендінги були ілюстровані групою манґак CLAMP.
Музика до аніме, створена композиторами вийшла у вигляді двох саундтрек-альбомів під лейбом Victor Entertainment. Перший диск з оригінальним саундтреком вийшов 20 грудня 2006 року, а другий — 24 березня 2007. Обкладинка дисків були ілюстріровані Такахірою Кімурою. Пісні, що виконуються персонажами серіалу, вийшли на окремих дисках.
Серіал був також адаптований в серію радіопостановок. Перший диск вийшов в Японії 25 квітня 2007 року, а останній восьмий епізод з'явився 6 серпня 2008.

### Ранобе
Ранобе Code Geass були написані Таніґучі Ґорою, Окоуті Ічірою та Кумура Такахірою. Ранобе виходять в журналі The Sneaker видавництва Kadokawa Shoten. Вони розділяються на дві серії, повторюючи відповідно сюжет першого та другого сезону аніме.
Перша серія ранобе складається з 5 томів. Перший том вийшов 28 квітня 2007 року, а останній 1 березня 2008 року. Англійською мовою серіал був ліцензований компанією Bandai Visual USA.
Перший том другої серії ранобе вийшов 1 червня 2008 року та серія продовжує виходити.
1 квітня 2008 року вийшла ранобе Код Гіасс: Червоні сліди (яп. コードギアス 反逆のルルーシュ 朱の軌跡).

### Цензура
14 вересня 2008 року Китай зажадав від Youku, одного з найбільших відеосервісів в Інтернеті, прибрати всі відеоматеріали які торкаються аніме-серіалу Code Geass. Крім проблем з авторськими правами, ці матеріали були заборонені тому що вони не пройшли китайську цензуру.